# The Last Temptation
The Last Temptation — четвертий студійний альбом американського репера Джа Рула, випущений 19 листопада 2002 року на лейблах Murder Inc. і Def Jam. Спочатку планувалося випустити альбом у 2003 році.
Цей альбом містить такі сингли, як «Thug Lovin'» (за участю Боббі Брауна), «Mesmerize» (за участю Ашанті), «The Pledge (Remix)» (за участю Ашанті, Nas і 2Pac) і «Murder Reigns». Пісня «Pop Niggas» привернула певну увагу після того, як повідомлялося, що вона частково натякає на 50 Cent. Фаррелл Вільямс взяв участь у пісні, але не був зазначений. Серед інших учасників альбому: Боббі Браун, Ашанті, Nas, Alexi, Charli Baltimore, 2Pac, Caddillac Tah, Celeste Scalone, Eastwood, Crooked I, Young Life і Chink Santana.
Альбом був успішним, продавши 237 000 копій за перший тиждень, але менше, ніж його попередній Pain Is Love. 13 грудня 2002 року альбом отримав платиновий статус. Сингл «Mesmerize» посідає 45 місце в списку «50 найгірших пісень Blender», але був найуспішнішим синглом з альбому, досягнувши 2 місця в Billboard Hot 100 у США та 12 у Великобританії. Альбом також отримав критику від шанувальників, заявивши, що альбом звучить надто комерційно, і що Ja Rule продався: крім того, багато виконавців, з якими Ja Rule ворогував, такі як Daz Dillinger, Eminem, 50 Cent, Dr. Dre, G-Unit, Obie Trice, D12, Busta Rhymes і DMX сказали, що Ja Rule намагався бути схожим на Тупака Шакура, що ще більше розпалило суперництво.

## Список композицій
| #   | Назва                                               | Автор                                                                                           | Продюсер(и)             | Тривалість |
| --- | --------------------------------------------------- | ----------------------------------------------------------------------------------------------- | ----------------------- | ---------- |
| 1.  | «Intro»                                             |                                                                                                 |                         | 0:20       |
| 2.  | «Thug Lovin'» (за участю Боббі Брауна)              | Jeffrey Atkins Andre Parker Irving Lorenzo Stevie Wonder                                        | Chink Santana Irv Gotti | 4:50       |
| 3.  | «Mesmerize» (за участю Ашанті)                      | Atkins Ashanti Douglas Parker Lorenzo Thom Bell Linda Creed                                     | Chink Santana Irv Gotti | 4:38       |
| 4.  | «Pop Niggas»                                        | Atkins Pharrell Williams                                                                        | The Neptunes            | 4:29       |
| 5.  | «The Pledge (Remix)» (за участю Ашанті, Nas і 2Pac) | Seven Aurelius Lorenzo Douglas Atkins Nasir Jones Eric Baker Gregory Jacobs Tupac Shakur Wonder | 7 Aurelius Irv Gotti    | 3:54       |
| 6.  | «Murder Reigns» (за участю Celeste Scalone)         | Atkins Aurelius Lorenzo David Paich Jeff Porcaro                                                | 7 Aurelius Irv Gotti    | 4:03       |
| 7.  | «Last Temptation» (за участю Charli Baltimore)      | Atkins Parker Lorenzo Tiffany Lane Kenton Nix                                                   | Chink Santana Irv Gotti | 4:58       |
| 8.  | «Murder Me» (за участю Caddillac Tah & Alexi)       | Atkins Parker Lorenzo Taheem Crocker Raphael Saadiq Carl Wheeler                                | Chink Santana Irv Gotti | 5:15       |
| 9.  | «The Warning»                                       | Atkins Parker Lorenzo                                                                           | Chink Santana Irv Gotti | 5:05       |
| 10. | «Connected» (за участю Eastwood & Crooked I)        | Atkins Parker Lorenzo Deshaun Woodard Dominic Wickliffe                                         | Chink Santana Irv Gotti | 4:54       |
| 11. | «Emerica» (за участю Young Life & Chink Santana)    | Atkins Parker Rahmane Donovan Lorenzo                                                           | Chink Santana Irv Gotti | 5:16       |
| 12. | «Rock Star»                                         | Atkins Parker Lorenzo Lenny Kravitz                                                             | Chink Santana Irv Gotti | 4:58       |
| 13. | «Destiny (Outro)»                                   | Atkins Marcello Valenzano Andre Lyon Gene Beene Melvin Griffin                                  | Cool & Dre              | 2:05       |

## Чарти

### Щотижневі чарти
| Чарт (2002)                                          | Найвища позиція |
| ---------------------------------------------------- | --------------- |
| Австралія Australian Albums (ARIA)                   | 29              |
| Canadian R&B Albums (Nielsen SoundScan)              | 9               |
| Нідерланди Dutch Albums (MegaCharts)                 | 44              |
| Франція French Albums (SNEP)                         | 97              |
| Німеччина German Albums (Media Control)              | 50              |
| Ірландія Irish Albums (IRMA)                         | 30              |
| Нова Зеландія New Zealand Albums (Recorded Music NZ) | 11              |
| Шотландія Scottish Albums (OCC)                      | 40              |
| Швейцарія Swiss Albums (Schweizer Hitparade)         | 27              |
| Велика Британія UK Albums (OCC)                      | 14              |
| Велика Британія UK R&B Albums (OCC)                  | 2               |
| США Billboard 200                                    | 4               |
| США Top R&B/Hip-Hop Albums (Billboard)               | 2               |

### Річні чарти
| Чарт (2002)                             | Позиція |
| --------------------------------------- | ------- |
| Canadian Albums (Nielsen SoundScan)     | 149     |
| Canadian R&B Albums (Nielsen SoundScan) | 27      |
| Canadian Rap Albums (Nielsen SoundScan) | 13      |
| UK Albums (OCC)                         | 103     |

## Сертифікації
| Регіон                                             | Сертифікація | Продажі    |
| -------------------------------------------------- | ------------ | ---------- |
| Австралія (ARIA)                                   | Золотий      | 35 000^    |
| Канада (Music Canada)                              | Платиновий   | 100 000^   |
| Велика Британія (BPI)                              | Золотий      | 100 000^   |
| США (RIAA)                                         | Платиновий   | 1 000 000^ |
| ^відвантаження, що базуються лише на сертифікаціях |              |            |